# Glochidion semicordatum
Glochidion semicordatum är en emblikaväxtart som först beskrevs av Johannes Müller Argoviensis, och fick sitt nu gällande namn av Jacob Gijsbert Boerlage. Glochidion semicordatum ingår i släktet Glochidion och familjen emblikaväxter.
Artens utbredningsområde är Java. Inga underarter finns listade i Catalogue of Life.